# 盧斯安奴·華倫迪·迪·迪烏斯
盧斯安奴·華倫迪·迪·迪烏斯（Luciano Valente de Deus，1981年1月12日—），出生于歐魯普雷圖，巴西职业足球运动员，司職前鋒，現效力伊朗球隊沙欣布希爾。

## 外部連結
- 盧斯安奴·華倫迪·迪·迪烏斯在 kleague.com上的出场纪录（韓語） 